# Station Arleux
Station Arleux is een spoorwegstation in de Franse gemeente Arleux.

## Foto's

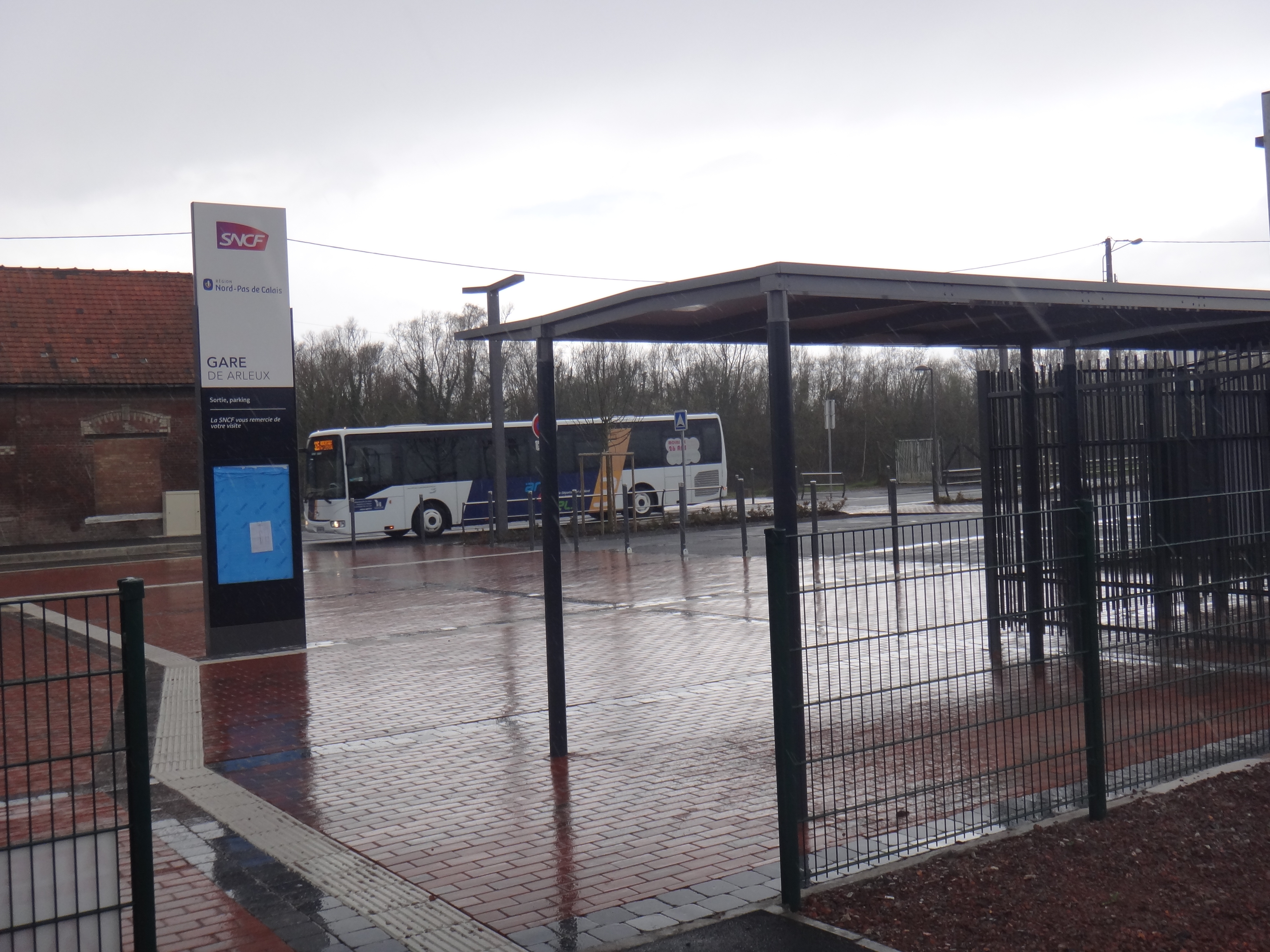
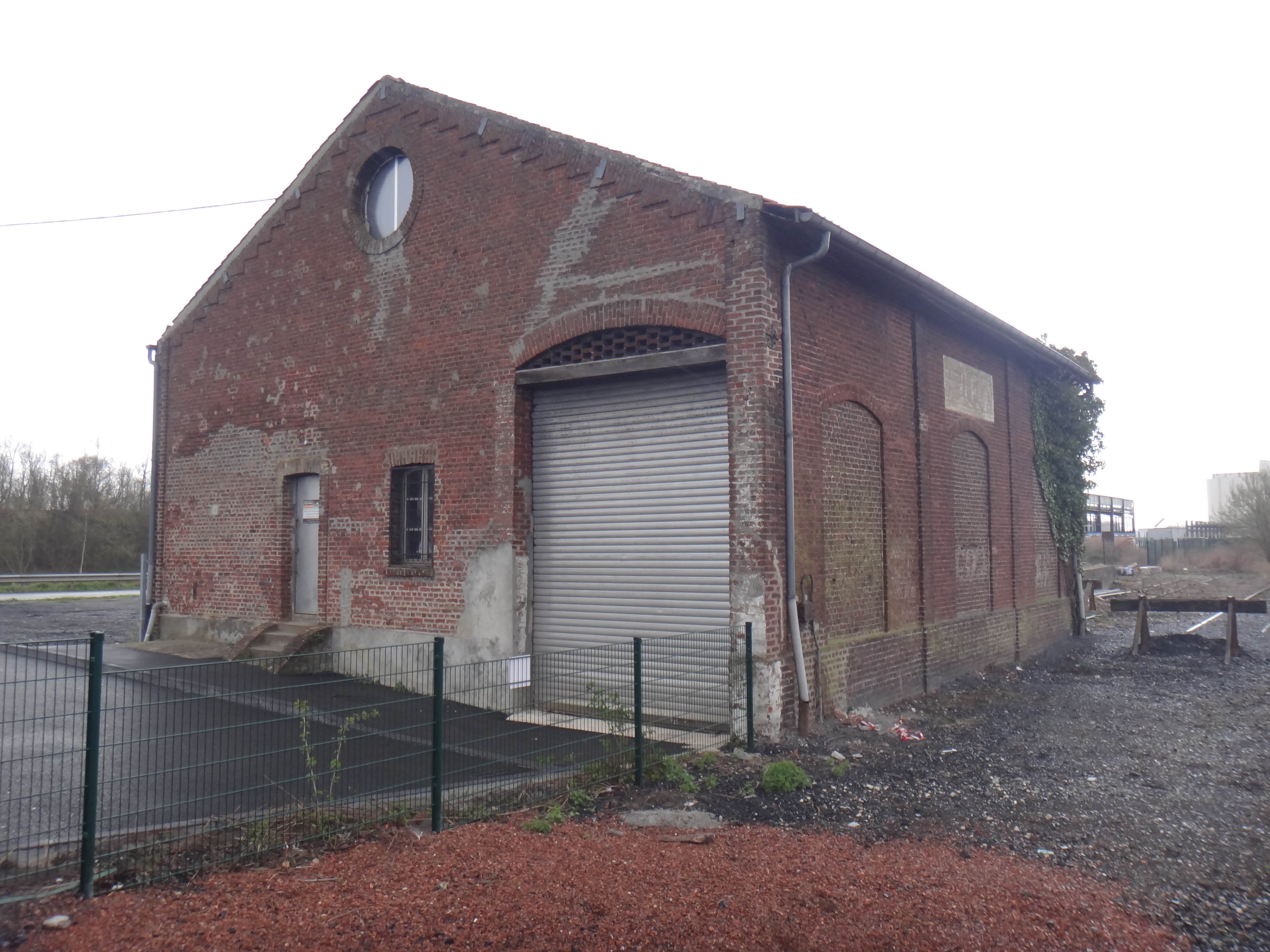

## Treindienst
| Serie | Treinsoort | Route                                              | Bijzonderheden |
| ----- | ---------- | -------------------------------------------------- | -------------- |
| P 40  | TER (SNCF) | Douai – Arleux – Cambrai – Busigny – Saint-Quentin |                |
| P 41  | TER (SNCF) | Douai – Arleux – Cambrai                           |                |